# 三清洞
三清洞（サムチョンドン、朝: 삼청동 発音）は、ソウル特別市鐘路区に位置する行政洞である。北村韓屋村など、朝鮮時代風の韓屋が多く建ち並び、歴史的情緒が残る街である。

## 洞名の由来
道教の三清殿（サムチョンジョン）に由来している。また、山が清らか（山清）で、水も清らか（水清）で、人情があって良い（人清）ということから、三清とされたともいわれる。

## 歴史
朝鮮初期には漢城府北部鎮長坊（チンジャンバン）地域だった。1914年三清洞と八判洞（パルパンドン）の一部を統合して三清洞になり、1936年三淸町に変わった。1943年鐘路区に編入されて、1946年また三清洞に戻った。

## 法定洞
三清洞管轄の法定洞は以下のとおりである。
- 八判洞（パルパンドン）
- 三清洞（サムチョンドン）
- 安国洞（アングクトン）
- 昭格洞（ソギョクトン）
- 司諫洞（サガンドン）
- 花洞（ファドン）
- 松峴洞（ソンヒョンドン）

## 交通

### 鉄道
- ソウル交通公社
  -  3号線
    - 安国駅